# Nacktheit (Motiv)
Die Nacktheit findet sich in der Literatur immer wieder als Symbol innerer oder äußerer Zustände. Das Fehlen von Kleidung bei einzelnen Personen, bei Menschengruppen oder ganzen Völkern ist dann nicht einfach Ausdruck eines naturnahen Lebens, sondern spiegelt Intentionen des Autors wider. Auch verschiedene literarische Funktionen sind möglich.
So können der Nacktheit, je nach Zusammenhang, verschiedene positive wie negative Bedeutungen beigelegt werden, etwa Kindlichkeit, Einfachheit, vollkommene Schönheit und Offenheit (siehe dazu Ideale Nacktheit bzw. Heroische Nacktheit), aber auch Blöße, Armut, Erniedrigung oder Schutzlosigkeit.

## Religion
Im Kontext der Todsünden erscheine mit dem Aufkommen der Todsündenkataloge die „Fleischlichkeit“ und die Geilheit als Laster, das besonders den Narren anhafte. Während ein frommer Mensch der caritas („Nächstenliebe“) folge, verschreibe sich der Narr der fleischlichen Liebe (lateinisch amor carnalis). Um daher die Nähe zum Laster der Fleischlichkeit zu verdeutlichen, erscheint der Narr in der Ikonographie des Mittelalters oft nackt.

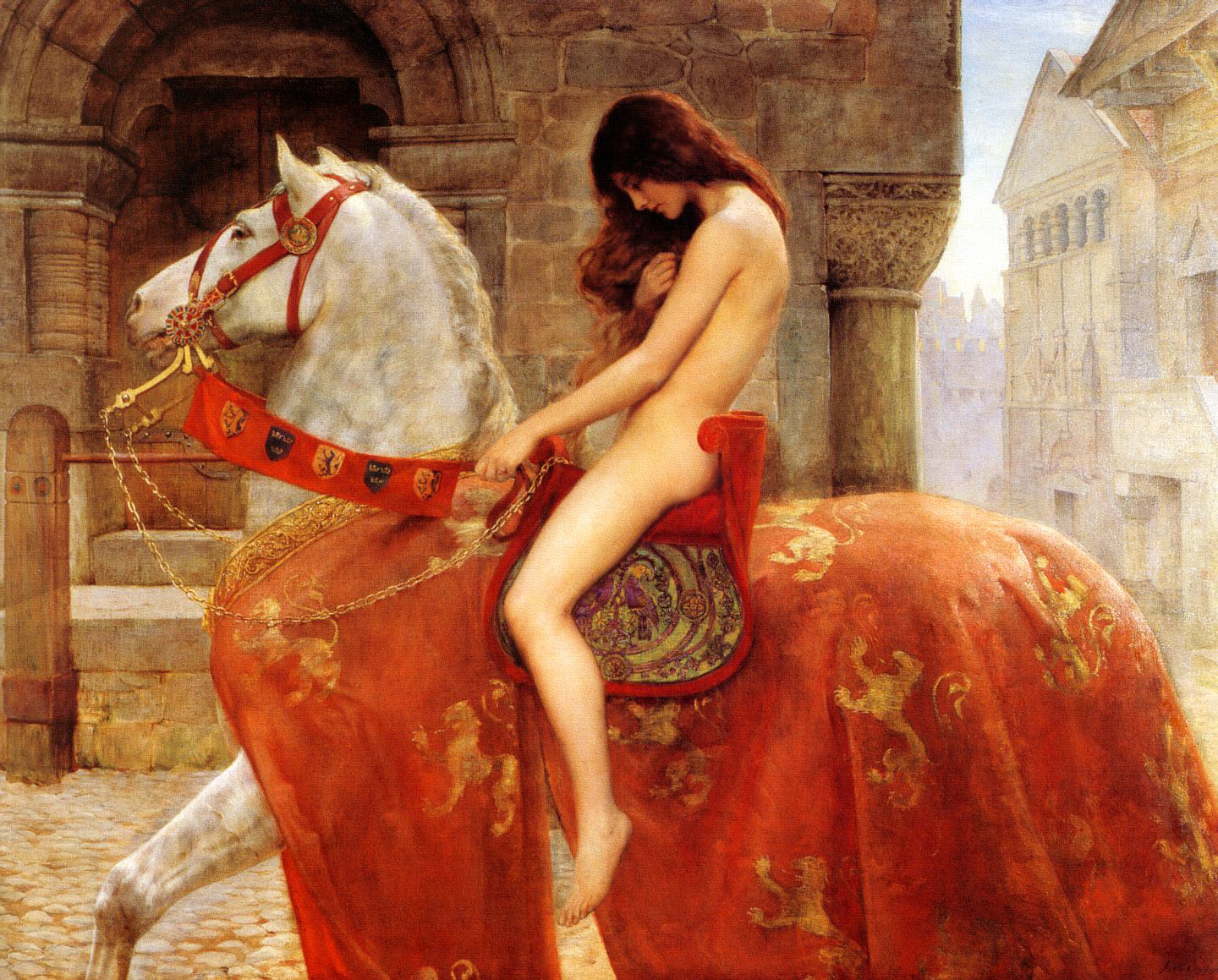
Lady Godiva von John Collier, ca. 1898

## Legende
In der seit dem 13. Jahrhundert belegten Legende von Lady Godiva reitet eine Adlige nackt durch die Stadt Coventry, um durch ihren Mut ihren Ehemann zu beeindrucken.

## Beispiele
In der älteren wie in der neueren Science-Fiction-Literatur (im weiteren Sinne) ist Nacktheit häufiger anzutreffen. Es lassen sich bei einigen Autoren Einflüsse des Nudismus und des Naturismus erkennen, so etwa bei Isaac Asimov in seinem Roman Lunatico, oder: Die nächste Welt (1969). In Kurt Vonneguts Schlachthof 5 oder der Kinderkreuzzug findet sich die Hauptfigur Billy Pilgrim hingegen als nacktes Käfigtier in einem Zoo des Planeten Trafalmadore wieder.
In einigen Romanen und Erzählungen von Robert Heinlein, insbesondere in dem satirischen Roman Ein Mann in einer fremden Welt (1961), dient die Nacktheit als Sinnbild eines alternativen Lebensentwurfs, als Protest gegen das Hergebrachte, als Zeichen der Befreiung von alten Zwängen. Die Kritik am westlichen Lebensstil wird allerdings weitgehend augenzwinkernd vorgebracht. In dem umfangreichen Werk Die Nebel von Avalon (1982) von Marion Zimmer Bradley spielt die Nacktheit zwar nur in einem kurzen Abschnitt eine Rolle, doch ist der Sinngehalt kennzeichnend für die ganze Geschichte.
Die Protagonistin Nelly Senff in dem Roman Lagerfeuer von Julia Franck will aus der DDR in die Bundesrepublik Deutschland ausreisen. Bei ihrem Grenzübertritt muss sie sich vor den DDR-Grenzern ausziehen. Nackt vor den Grenzern, muss sie sogar eine vaginale Untersuchung über sich ergehen zu lassen. Diese wird durch einen Handwerker und nicht von einem Gynäkologen ausgeführt. Nellys Nacktheit ist hier als Gleichnis zur Situation der DDR-Bevölkerung zu sehen, die den Augen des Stasi völlig schutzlos ausgeliefert war. Die Stasi hatte sogar Einblicke in die Intimsphäre der Bürger.
In dem Roman Das Testament von John Grisham wird der alkoholsüchtige Rechtsanwalt Nate O’Riley in den brasilianischen Dschungel geschickt, um eine reiche Erbin aufzustöbern, die dort als Missionarin arbeitet. Er findet sie bei einem Indianerstamm, dessen Mitglieder keine Kleidung kennen. Die Missionarin ist als Einzige bekleidet. Die unbekümmerte Nacktheit der Indianer dient hier als Zeichen des Abstandes zwischen den zivilisierten, bekleideten Weißen und den unzivilisierten, nackten Wilden. Als Amerikaner findet es Nate völlig unglaublich, wie unbefangen die indianischen Frauen und Männer unbekleidet leben. Auch findet er es bemerkenswert, dass die Indianer komplizierte Regeln des Zusammenlebens haben, aber noch nicht einmal Kleidung tragen. Zum Beispiel baden Männer und Frauen regelmäßig mehrmals am Tag, aber niemals zusammen.